# Лугове (Богучарський район)
Лугове (рос. Луговое) — село у Росії, Богучарському районі Воронізької області. Адміністративний центр Луговського сільського поселення.
Розташоване в історичній області Слобідська Україна.
Населення становить 841 особа (406 чоловічої статі й 435 — жіночої) за переписом 2010 року (2003 року — 913 осіб, 315 дворів).

## Історія
Станом на 1886 рік у колишній державній слободі Загребайлівка Твердохлібівської волості мешкало 2678 осіб, налічувалось 321 дворове господарства, існували православна церква, лавка, 31 вітряний млин.
За переписом 1897 року кількість мешканців зросла до 2202 осіб (1106 чоловічої статі та 1096 — жіночої), з яких 2201 — православної віри.
За даними 1900 року у селі мешкало 2122 особи (1071 чоловічої статі та 1051 — жіночої) переважно українського населення, налічувалось 344 дворових господарств.

## Населення
| 2000 | 2005 | 2010 |
| ---- | ---- | ---- |
| 844  | ↘833 | ↗841 |